# Tante Til

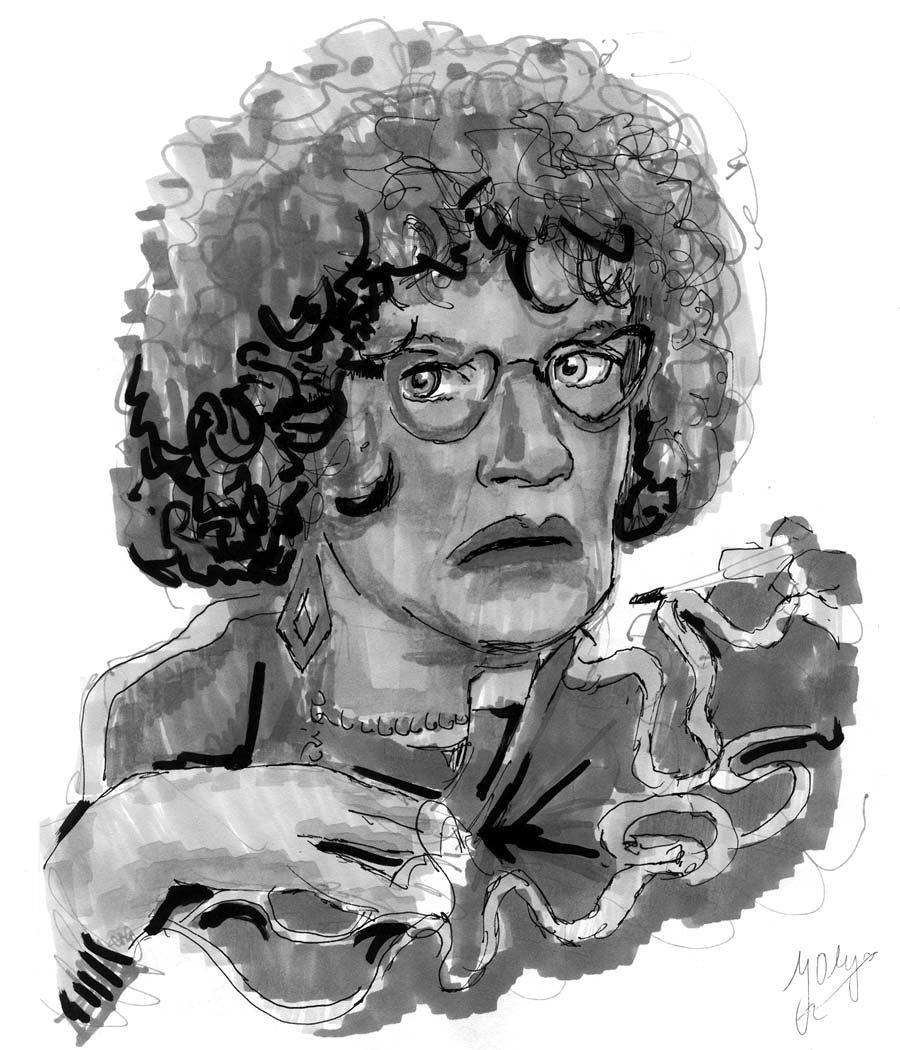
Tante Til

Tante Til (voluit: Mathilda Knots) is een creatie van Hetty Heyting. Het is een typetje in de NCRV-televisieserie De Familie Knots. Tante Til is een excentrieke kunstschilderes. Ze draagt altijd een roze jurk, een roze hartjesbril en rookt haar sigaretten uit een sigarettenpijp. Ze staat vooral bekend om haar uitspraken: 'een kloddertje roze hieerrr en een kloddertje roze daaarrr' en 'Wel alle penselen in een pot vernis!'. Ze is/was getrouwd met Frederik (die ze Frederik lieverdje noemt maar die zelf liever wordt aangesproken als Onkel X). Frederik was een detective.
Het karakter Tante Til keert terug in de Sinterklaas-films: Sinterklaas en het Geheim van de Robijn, Sinterklaas en het Uur van de Waarheid, Sinterklaas en het Geheim van het Grote Boek, Sinterklaas en de Verdwenen Pakjesboot, Sinterklaas en het Pakjes Mysterie, Sinterklaas en het Raadsel van 5 December en Sinterklaas en de Pepernoten Chaos.  Andere leden van de familie Knots komen in de films niet voor, maar er wordt wel over hen gesproken.
In 2017 is Tante Til te zien in een tv-commercial van een aanbieder van scootmobielen. Omdat ze een dagje ouder wordt schaft ze zich een roze scootmobiel aan. 